# Trachypodopsis formosana
Trachypodopsis formosana är en bladmossart som beskrevs av Noguchi 1947 [1948. Trachypodopsis formosana ingår i släktet Trachypodopsis och familjen Trachypodaceae. Inga underarter finns listade i Catalogue of Life.